# 東京シャッターガール
『東京シャッターガール』（とうきょうシャッターガール）は、桐木憲一による日本の漫画。日本文芸社の『週刊漫画ゴラク』にて2010年7月から2013年まで不定期連載された写真部に属する女子高生による東京の街歩きを主題とする短編漫画（ショート・コミック）である。2013年に実写映画化された。

## 概要
フィルム式のレンジファインダー・カメラや二眼レフカメラを携えた主人公が、東京に実在する名所を訪ねて写真を撮ったり出遭った人々と触れ合う姿を描く叙情的な漫画である。原則として一話は5ページで構成され末尾には「今回の撮影ポイント」と題する地図が付される。単行本には各話毎に著者がその地を取材した際の情景を文章で綴る「あとがき」と、話に応じて作中に描かれた周辺を地図と解説で紹介する「街歩きマップ」も収録する。また、主人公の通う学校で行われる暗室作業（第12話）や卒業式（第16話）など架空の出来事も、プロの現像スタジオを取材したり実在する高校の伝統行事である白線流しを参考に描写される。『週刊漫画ゴラク』公式サイト「ゴラク第1話」にて第1話を試読できる。
単行本第1巻の「あとがき」では手塚るみ子が「父・手塚治虫の漫画を『音楽が聴こえてくる』と評する人が居るが、本作は実在の街の情景が写真よりも伝わってくるようで、東京の街をじっくり歩いてみたくなる」と評し、同第2巻「あとがき」には吉木りさが「かつての文人や漫画家たちの歩んだ街を巡る主人公を見ると、自分も街を探索したくなる」と評した（2013年4月、『【東京シャッターガール】桐木憲一×吉木りさ：フォト散歩企画』と題し、写真家・大村祐里子、吉木りさ、作者の桐木がストーリーの舞台となった街を散策した様子がYouTubeで4回にわたり公開された）。また、メディア論や文化社会学を専門とする中央大学文学部准教授辻泉は紀伊国屋書店の書評サイト「書評空間」にて「一口に表わされる『東京』にも場所や見方によって様々な特徴があり、人物や物語に主眼をおかない本作はそうした『東京の複数性』を感じることができる」と評した。

### 「トキワ荘」との関わり
著者は、かつてのトキワ荘付近に現存し過去には赤塚不二夫も住んだとされるアパート「紫雲荘」に仕事場を持ち、この漫画の第8話にトキワ荘と関連跡地を描いたのが縁で「トキワ荘通り協働プロジェクト」に参加、同プロジェクトで漫画家志望の若者育成に紫雲荘を活用する「紫雲荘ワークショップ」の企画を担当する。2012年2月2日にニュース番組「首都圏ネットワーク」にて「現代版トキワ荘物語」と題する特集が組まれた際、紫雲荘で執筆された漫画として『東京シャッターガール』が紹介された。

### コラボレーション
第27話では女性向け隔月刊写真誌「写ガール」Vol.10とのコラボレーションとして同誌に連載記事を持つ実在の女性写真家・大村祐里子と主人公が共に日本科学未来館を訪れる話が描かれた。
サンクチュアリ・パブリッシングのファッション誌「SHUTTER magagize」では「東京シャッターガール×SHUTTER magagine」と題するコラボレーション企画を行い、同誌Vol.8に作中の舞台を訪ねる6ページの特集が組まれた他、後述する短編映画についての情報を追跡掲載するという。
公称されたコラボレーションではないが、第21話で都電荒川線、第23話でその沿線（池袋モンパルナス）を描いたことが東京新聞のwebサイト「都電荒川線・荒川線に乗って遊びに行こう!」に採り上げられ、それぞれ一話分が掲載された。

### 展示会など
2012年10月23日から11月4日（前期）と同年11月6日から11月18日（後期）にかけ町田市にあるギャラリーカフェにおいて、この漫画に描かれた街を題材とした写真展「写真展 東京シャッターガール」が催された。前期・後期合計28名の写真家が写真を出展したのをはじめ、著者と写真家の大村祐里子、当該ギャラリーカフェ代表者の3名によるトークショーも行われ、その模様はUstreamを通じて配信された。
2012年12月27日に単行本第2巻が発売された際には、記念として有隣堂 ヨドバシAkiba店において同日から2013年1月27日にかけて複製原画展が開催された。同様に2013年1月5日から1月14日にかけて「あうるすぽっと」（豊島区立舞台芸術交流センター）にて原画&写真展、同年1月26日には宝塚市立手塚治虫記念館にてミュージアムトーク&サイン会が催された。

## あらすじ

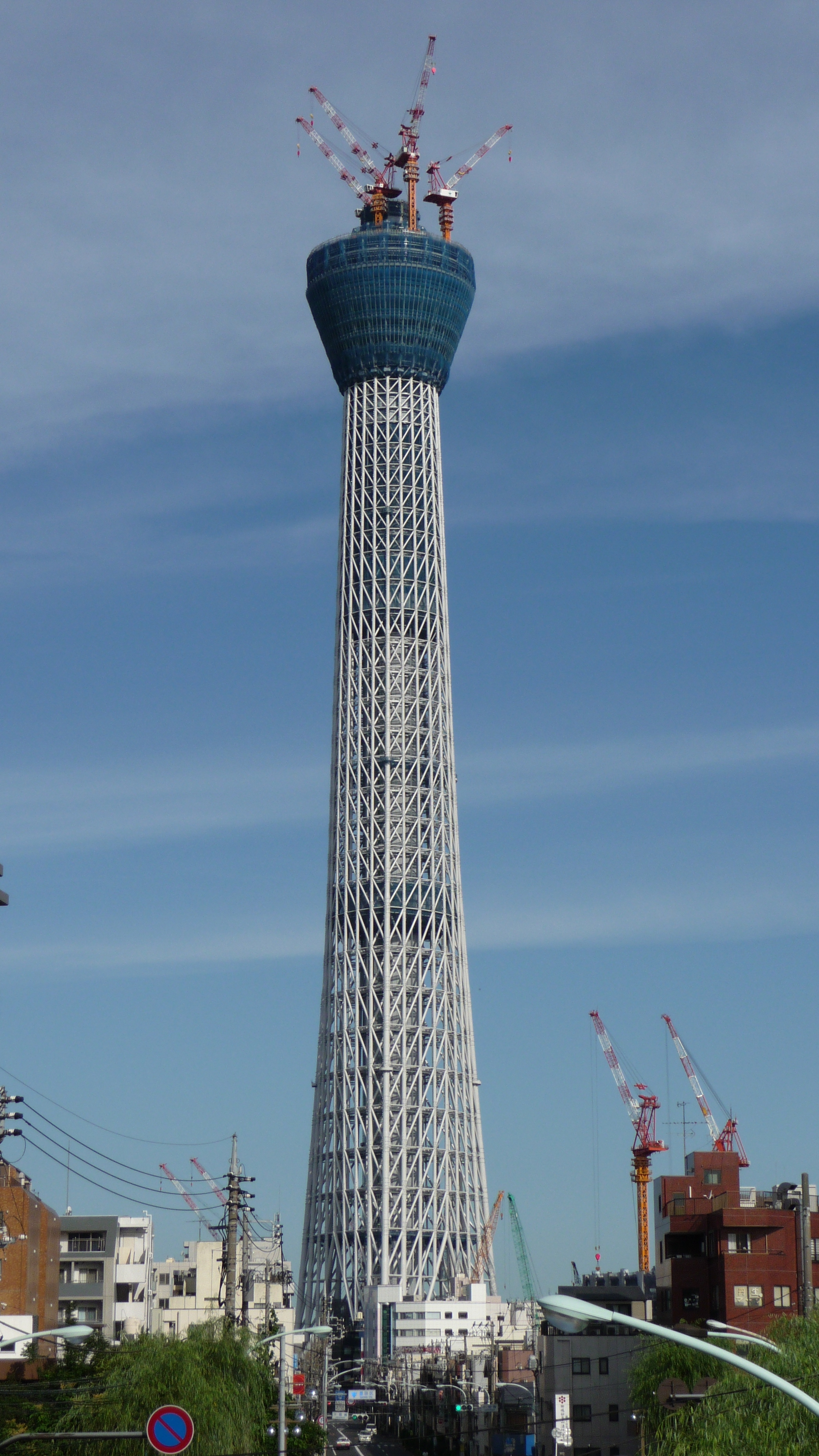
第1話と同時期の東京スカイツリー。

※単行本第2巻収録分（第44話まで）の、主人公の訪れた場所の情景描写やそこで出会った人物との交流を省いた、連続性のある部分のみのあらすじ。
高校の写真部に入ってまだ日の浅い夢路歩は、東京の身近な町並みを撮る毎日を送っていた。そんな彼女の楽しみの一つは、観る度に高さを増す建設中の東京スカイツリーを定点撮影することだった。何気ない町並みで思わぬ出会いや驚きを見せてくれるカメラを手に、歴史ある町や文豪ゆかりの地など東京の様々な土地を、時には部員仲間の玉城や美佳子と一緒に撮り歩く。そんな中、歩はトキワ荘跡を訪ねたときの縁で写真館のスタジオでポートレイト撮影を手伝うアルバイトを始めたり、日本科学未来館に同行した女性雑誌カメラマンの持っていた二眼レフカメラに惹かれ貯金をはたいて自分も買うなど、ますますカメラを好きになるのだった。
そんなことが1年ほど続いたある日、歩は写真部の顧問・細村から「全国高等学校写真選手権大会」（写真甲子園、写甲）への参加提案を聞かされる。また一方で歩は、いつものように一緒に町歩きをしていた玉城が、写真に対して自分とは異なる展望を抱いていることを知った。一年前には建設中だった東京スカイツリーも、いつしか撮影場所を変えなければレンジファインダー・カメラの画角に収まらない大きさになり開業を迎えていた。スカイツリーの定点撮影で知り合ったアマチュアカメラマンは被写体が完成した以上は新たなテーマを見つけるまでカメラを持たないかもしれないと言う。それまで競技会予選応募写真のテーマを決めかねていた歩は、これまで撮ってきたものと同じ「いつも見慣れた東京の街」に決めた。校外で行われた撮影練習で東京タワーを様々な角度から撮る連作写真に挑んだ歩に、顧問はベルンヘルト&ヒラ・ベッヒャーの写真集を示し、歩に課題を与えた。大会のため指定されたデジタルカメラに慣れず戸惑う歩だったが、「圧倒的な量を撮れ」という森山大道の言葉を実践すべく写真撮影に走るのだった。
大会に先立ち、写真部は細村教諭の故郷である兵庫県宝塚市で撮影合宿を実施する。歩と玉城は漫画家・手塚治虫の足跡を訪ね、美佳子はかつて憧れた宝塚大劇場へ足を運び、玉城は男子部員たちと廃線となった旧福知山線を歩き、大阪まで足を延ばした春名は地元の男子高校生・川西と出会った。そうして部員たちが思い思いの場所を取材する中、歩はまだ迷っていた。帰京後、合宿中に撮った写真の講評会に歩が提出した、何気なく撮った蝶の写真は近畿では珍しいオオウラギンヒョウモンだったと判明する。その頃、これまで写真部をまとめてきた部長・湊は、密かな決意を固めていた。
これまで気ままに写真を撮ってきて、カメラや写真は好きだが競技に対して迷いを拭えない歩は、予選出場枠の辞退を考えていた。そんな彼女は、立ち寄った先で偶然、湊部長と出会う。湊部長は歩の考えを聞くと、実は自分の方が先に辞退届けを提出したこと、来年は居なくなる自分に代わり歩に若い部員たちを育てて欲しいということ、そして迷いながら見つかる答えもあるはずだと告げ、彼女の背中を押した。それから歩たちは努力を重ね、ついに本戦出場を果たす。一学期の終業式、美佳子と共に居並ぶ生徒たちの前に立った歩は、気持ちを新たにするのだった。

## 登場人物

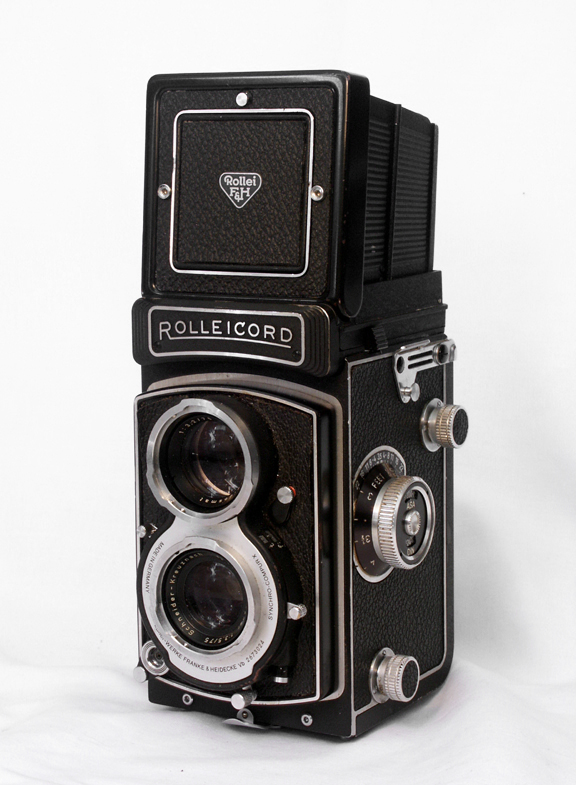
歩が第29話以降の愛機とするローライコードVb型。

※単行本第2巻収録分（第44話まで）の登場人物とその情報。この漫画には一部を除いて漢字にふり仮名が無く、特記したものについては正確でない可能性がある。
夢路歩（ゆめじ あゆみ）
この漫画の主人公で、長めのボブカットの黒髪を持つ女子高校生。都内出身で鬼子母神前停留場周辺の自宅に父母と暮らし、他に画家を目指して独立した春樹という兄が居る。第1話の時点で写真部に所属して3ヶ月目のカメラ初心者（自称）。街の通りや風景、そこに住む人々や動物（とりわけ猫）の撮影を好む。芥川龍之介のファン。カメラは当初キエフIII型を愛用していたが、第27話で同行した大村の二眼レフカメラに魅せられ、従前より勤めていた写真店「東京写真工芸社」のアルバイトで貯めた資金で、第29話で自らもローライコードVb型を購入し以後はそちらを中心に使っている。
玉城（たまき）※名は不明。
歩の同級生でもある写真部員で、しばしば彼女と行動を共にする男子生徒。沖縄県出身で、両親は何らかの事情で離婚している。鉄道写真を好む。写真を追求しようと思う歩に対し、写真はあくまで趣味との立場を持つ。歩への感情は明確でないが、第39話でカメラや写真に夢中の彼女を少し離れて見守る心境を語った。
河合美佳子
歩の同級生でもある写真部員の女子生徒。髪を2本のおさげにし、肩の前に垂らしている。部員の約半数を占めるデジカメ派の一人で、主にブログにアップロードするための写真を撮る。幼い頃、宝塚音楽学校への入学を志願したことがある。歩・窓花と共に写真甲子園本戦に出場する。
春名窓花（はるな まどか）
写真部の幽霊部員である茶髪ボブカットの女子生徒。大変明るく奔放で、部の備品であるデジタルカメラを派手に飾り付けて使っている。人々の何気ない表情を撮り好機を捉えるのが巧く、写真誌投稿の常連でもある。歩・美佳子と共に写真甲子園本戦に出場する。
湊澄恋
長い黒髪と眼鏡が特徴の女子部員。三ノ輪在住。歩らより一学年先輩で、第16話で前部長が卒業した後、第41話までに部長に就任した。宝塚合宿や写甲の準備では皆をまとめ写甲予選出場枠に残るが、3年生で引退間近なことを理由に辞退、歩に後事を託した。
細村
写真部顧問の教諭。兵庫県宝塚市出身で、地元に父親が住んでいる（母親は他界）。第30話で全国高等学校写真選手権大会への出場を提案、故郷で撮影合宿を企画した。
大村祐里子（おおむら ゆりこ）
実在する女性写真家。作中では歩らの属する写真部のOGと設定される。使用カメラはローライフレックス2.8F型など。第27話で歩と日本科学未来館を取材、館内撮影に悩む彼女に助言を与えた。第42話では、ギャラリーカフェの写真展準備に歩を招待した。「ゆり茶」のペンネームで執筆活動も行い、女性向け写真誌「写ガール」に連載を持つ。また本作単行本第2巻にも「ゆり茶の写真教室」と題し撮影技法の紹介を2本寄せた。

## 世界観
芝浜高校
歩たちの通う男女共学の高校。場所は第33話に港区芝公園のすぐ隅と描写され、学校名は第44話まで明らかでなかった。
写真部
第13話の時点で12名の部員が居り、銀塩アナログ（いわゆるフィルムカメラ）派とデジタルカメラ派が半数ずつの構成だった。その後、第15話で唯一人の3年生だった部長が卒業、時期は定かでないが湊が部長を継いだ。

## 書誌情報
- 桐木憲一 『東京シャッターガール』 日本文芸社<ニチブンコミックス>、既刊3巻（2014年11月現在）
  1. 2012年2月1日初版発行（2012年1月18日発売[22]） ISBN 978-4-537-12851-2
  2. 2013年1月10日初版発行（2012年12月27日発売[23]）ISBN 978-4-537-12981-6
  3. 2014年12月13日初版発行（2014年11月29日発売）ISBN 978-4-537-13228-1

## オーディオコミックス
2013年8月1日からIBooks Storeより、オーディオコミックス（いわゆるオーディオブック）が配信。夢路歩役は茜屋日海夏が担当。

## 映画
2013年に3人の監督によるオムニバス作品として映画化。主人公の夢路歩を3人の女優がそれぞれ演じている。
わたしは、シャッターガール
監督・脚本 - 手塚眞　
キャスト - 夏目あおい、大西颯季
写真って何？
監督・脚本 - コバヤシモトユキ　
キャスト - 田中美麗、西野実見、雲母、田口夏帆、清田悠聖、芳村宗次郎、ハービー・山口
夢路！ お前無茶すんなぁ！
監督・脚本 - 寺内康太郎
キャスト - 藤井武美、大橋典之、平光航平